# Rue Dorothea-Lange
La rue Dorothea-Lange est une voie située dans le 13e arrondissement à Paris.

## Situation et accès
La voie débute 51, avenue Pierre-Mendès-France et se termine rue Gisèle-Freund.

## Origine du nom
Son nom rend hommage à la photographe américaine Dorothea Lange.

## Historique
La voie a été créée et nommée sous le nom provisoire de voie FX/13, avant de prendre sa dénomination actuelle, dans le cadre de l'opération d'aménagement Paris Rive Gauche à l'instar des rues David-Bowie, Vivian-Maier, Gisèle-Freund, Alain-Jacquet, Jacques-Monory et Berenice-Abbott.